# Grb Madagaskara
Grb Madagaskara prikazuje teritorij države iznad glave zebua. Iz prikaza teritorija se šir zelene i crvene zrake, te podsjećaju na sunce. Oko njega je službeni naziv države na malgaškom Repoblikan'i Madagasikara (Republika Madagaskar), a ispod je državno geslo Tanindrazana, Fahafahana, Fandrosoana (Domovina, Sloboda, Napredak).